# Rudawiec (rejon brzeski)
Rudawiec (biał. Рудавец; ros. Рудавец) – wieś na Białorusi, w obwodzie brzeskim, w rejonie brzeskim, w sielsowiecie Łyszczyce.
W dwudziestoleciu międzywojennym leżał w Polsce, w województwie poleskim, w powiecie brzeskim, w gminie Ratajczyce. Po II wojnie światowej w granicach Związku Sowieckiego. Od 1991 w niepodległej Białorusi.